# Phong thần truyền kỳ
Phong thần truyền kỳ (tiếng Trung: 封神传奇 hay 3D封神榜; tiếng Anh: League of Gods), hay còn gọi là Phong thần bảng, là một bộ phim điện ảnh thuộc thể loại hành động - phiêu lưu - kỳ ảo công chiếu năm 2016 do Hồng Kông - Trung Quốc hợp tác sản xuất dưới sự chỉ đạo của Hứa An, lấy cảm hứng từ bộ tiểu thuyết kinh điển Phong thần diễn nghĩa của Hứa Trọng Lâm. Tác phẩm có sự tham gia của các diễn viên của điện ảnh Hoa ngữ gồm Phạm Băng Băng, Lương Gia Huy, Lý Liên Kiệt, Huỳnh Hiểu Minh, Cổ Thiên Lạc, Dương Dĩnh, Văn Chương, An Chí Kiệt và Hướng Tá. Bộ phim có buổi công chiếu tại các cụm rạp ở Hồng Kông và Trung Quốc từ ngày 29 tháng 7 năm 2016.
Sau khi ra mắt, Phong thần truyền kỳ nhìn chung nhận về những lời bình luận tiêu cực từ các nhà phê bình phim và khán giả; một số nhà phê bình cho rằng phim đã lạm dụng quá nhiều kỹ xảo nhưng lại thiếu sót rất nhiều chi tiết trong việc xây dựng nhân vật và khâu kịch bản. Với sự thất bại về doanh thu phòng vé cũng như nội dung, bộ phim thậm chí còn phải nhận giải Cây chổi vàng cho hạng mục Phim dở nhất và đồng thời còn đề cử ở hạng mục Đạo diễn dở nhất. Bộ phim cũng được đề cử cho hạng mục Hóa trang xuất sắc nhất tại giải thưởng điện ảnh Hồng Kông lần thứ 36, dù không được đoạt giải.

## Nội dung
Bị quỷ ám và Đát Kỷ mê hoặc, Trụ Vương - một vị vua cuồng quyền lực đã gieo rắc nỗi ám ảnh cho bách tính thiên hạ. Liệu Na Tra, Khương Tử Nha cùng các vị thần thuộc phe ánh sáng ấy có thể bảo vệ dân chúng khỏi tai họa này hay không?

## Diễn viên
| Diễn viên       | Vai diễn            |
| Phạm Băng Băng  | Đát Kỷ              |
| Lương Gia Huy   | Trụ Vương           |
| Lý Liên Kiệt    | Khương Tử Nha       |
| Huỳnh Hiểu Minh | Dương Tiễn          |
| Cổ Thiên Lạc    | Thân Công Báo       |
| Dương Dĩnh      | Lam Điệp            |
| Văn Chương      | Na Tra              |
| Hứa Tình        | Thái Ất Chân nhân   |
| Tổ Phong        | Cơ Xương            |
| An Chí Kiệt     | Cơ Phát             |
| Hướng Tá        | Lôi Chấn Tử         |
| Lý Tử Hùng      | Đông Hải Long Vương |

## Giải thưởng
| Giải thưởng                               | Hạng mục                 | Người nhận giải                 | Kết quả   |
| ----------------------------------------- | ------------------------ | ------------------------------- | --------- |
| Giải Cây chổi vàng lần thứ 8              | Phim dở nhất             | Phong thần truyền kỳ            | Đoạt giải |
| Giải Cây chổi vàng lần thứ 8              | Đạo diễn dở nhất         | Hứa An                          | Đề cử     |
| Giải Kim Thoại Mai lần thứ 12             | Nữ diễn viên phụ dở nhất | Dương Dĩnh                      | Đoạt giải |
| Giải thưởng điện ảnh Hồng Kông lần thứ 36 | Hóa trang xuất sắc nhất  | Trương Thúc Bình, Lữ Phuợng San | Đề cử     |